# Brochis
Con el nombre de Brochis se conoce a algunos peces de la familia Callichthyidae en el orden Siluriformes. Su posición taxonómica es discutida. Para algunos es un género válido, el cual portaría de una a 3 especies, mientras que para otros sería solo un subgénero o "grupo de especies" dentro del muy amplio género Corydoras, fácilmente separable de este último por tener un hocico más alargado, un cuerpo más alto y especialmente por su aleta dorsal, la que posee un mayor número de radios (que la hacen casi unirse con la aleta adiposa) además de carecer en la misma de radios duros. Las Brochis habitan en los lechos de cursos fluviales de aguas templado-cálidas o cálidas en el centro y norte de América del Sur.

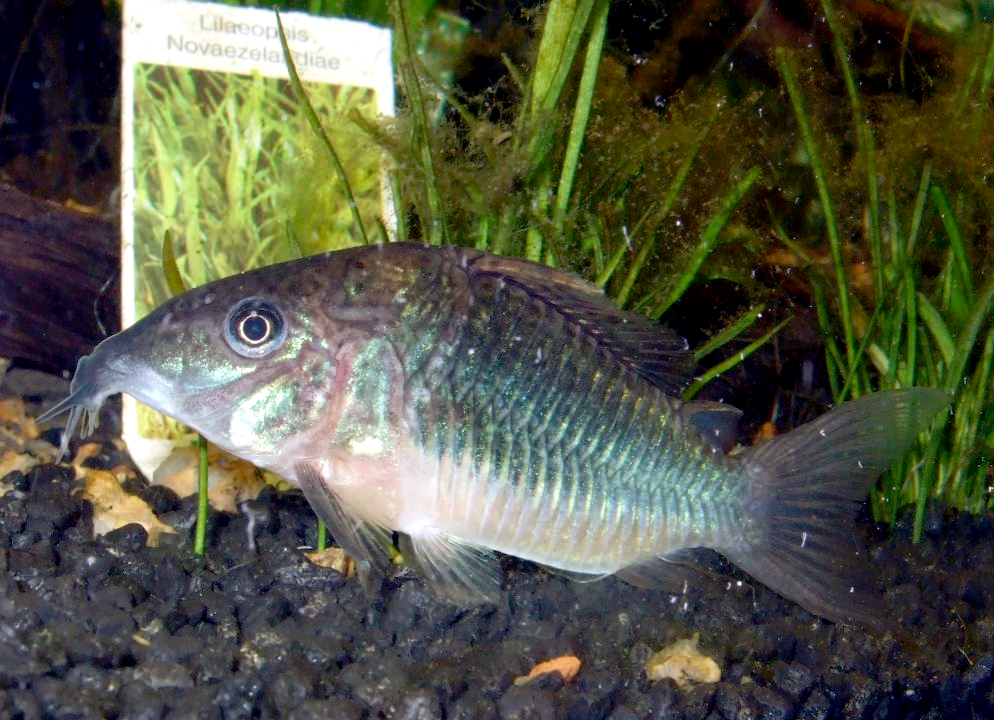
Brochis splendens.

## Distribución geográfica y hábitat
Las especies de Brochis se distribuyen en las aguas continentales de América del Sur.  Habitan desde el sector occidental de la cuenca del río Amazonas en Colombia, Ecuador y el Perú, incluyendo el río Ucayali, el río Ambiyacu, y el área alrededor de Iquitos, pasando por la cuenca del río Paraguay, hasta Paraguay, el norte de la Argentina y el Uruguay (en el caso de Brochis britskii). Hacia el nordeste sudamericano llega hasta el estado de Minas Gerais, en el centro-este del Brasil.
Sus especies habitan en el lecho de cursos fluviales tropicales y subtropicales de agua dulce. 

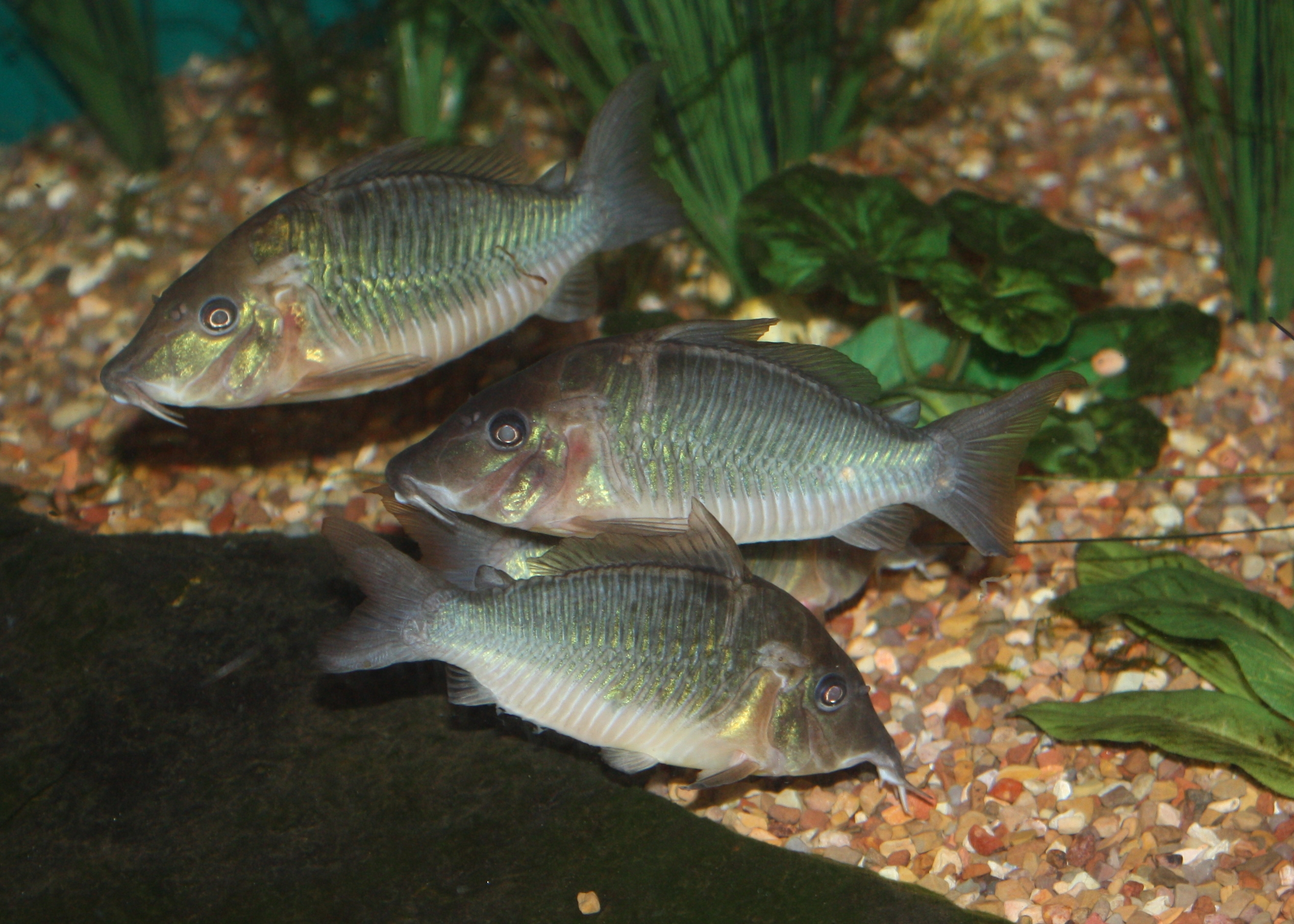
Brochis multiradiatus.

## Taxonomía
Este taxón fue descrito originalmente en el año 1871, por el ictiólogo estadounidense Edward Drinker Cope.  La especie tipo es Brochis splendens.  
Su taxonomía y sistemática es compleja y discutida. Algunos autores consideran que agrupa a ciertas especies dentro del género Corydoras (como un "grupo de especies" o subgénero). Otros lo tratan como un taxón válido en el nivel genérico, manteniendo las 3 especies tradicionales. Pero otros pasan a Brochis britskii y Brochis splendens al género Corydoras lo que dejaría en Brochis solo a Brochis multiradiatus, es decir, como un género monotípico.  Este último tratamiento no sería válido porque entra en conflicto con el Código Internacional de Nomenclatura Zoológica, ya que la especie tipo del género Brochis no es B. multiradiatus sino B. splendens.
Sus especies son similares a algunos grupos de especies del género Corydoras (por ejemplo: Corydoras aeneus). Pueden diferenciarse fácilmente por el hecho de que en Brochis el hocico es algo o muy alargado, el cuerpo es más alto y sus radios de la aleta dorsal son blandos además de presentarse en mayor número (en Brochis: + de 10, en Corydoras: menos de 8). Ambos géneros componen la tribu Corydoradini. Para comienzos del año 2015 la sistemática de las Corydoradini estaba aún en fase de revisión; la publicación de sus resultados echará luz sobre las relaciones filogenéticas entre estos silúridos. 

### Especies
Este género o subgénero (o infragénero según el ordenamiento que se haga) comprendería de 1 a 3 especies:  
- Brochis britskii Nijssen & Isbrücker, 1983
- Brochis multiradiatus (Orcés-V., 1960) Posee 17 radios en su aleta dorsal.
- Brochis splendens (Castelnau, 1855) Posee 11 o 12 radios en su aleta dorsal.

Brochis coeruleus Cope, 1872 y Brochis dipterus Cope, 1872 se incluyen en la sinonimia de Brochis splendens.
Etimología
La etimología de su denominación científica es la siguiente: Brochis deriva de la palabra en griego, brogchia, que significa 'garganta' o 'tráquea'.

## Brochiscomo peces de acuario
Las especies de Brochis se mantienen bien en acuarios domésticos, en condiciones similares a las de la mayoría de las especies de Corydoras. Son peces resistentes, adecuados para tanques comunitarios al ser pacíficas y pequeñas alcanzando una longitud de unos 8,8cm. Viven en grupos sobre el fondo del acuario. El tanque debe contener abundantes plantas (no las arrancan) y estar decorado con troncos u otros objetos para proporcionarles escondites. Una filtración fuerte y cambios parciales del agua (en particular la de la parte inferior) son esenciales. Son considerados como más difíciles de criar en cautiverio que los Corydoras. La mayoría de los informes sucedió la reproducción en tanques con muy poca luz.